# Десять негренят (фільм, 1987)
«Десять негренят» (рос. «Десять негритят») — радянський психологічний детектив Одеської кіностудії 1987 року, знятий за романом Агати Крісті «І не лишилось жодного». Під його початковою назвою «Десять негренят» роман був відомий у СРСР.
Назва та сюжет базуються на англійській дитячій лічилці з вибуванням учасників. Десять осіб приїжджають за запрошенням на острів, де невідомий карає їх за колишні злочини, що призвели до смерті невинних людей. Один за одним гості острова гинуть, як негренята в лічилці, та намагаються дізнатись, хто їхній суддя.
Лідер прокату СРСР 1988 (6 місце) — 33,7 млн глядачів.

## Сюжет
Десять англійців, незнайомих один з одним, отримують запрошення відвідати особняк на віддаленому острові. Серед них відставний військовий, лікар, вчителька, поліцейський, суддя, немолода леді — люди з різних прошарків суспільства. Більшість з них приїхали за запрошенням від імені не дуже близьких знайомих, причому у всіх випадках ініціали запрошуючого — А. Н., а прізвище — Онім. Приїхавши, вони із здивуванням дізнаються, що господаря, який надіслав запрошення, на острові немає, а в будинку господарюють слуги, що не мають уявлення про те, хто їх найняв. Через штормову погоду, зв'язатися з материком неможливо; човен, який привіз гостей, не повертається.
Гості розміщуються в будинку, вирішивши зачекати, поки ситуація не проясниться. Але вже під час першого ж сумісного обіду стається непередбачуване: незнайомий голос зачитує звинувачення, кожен з присутніх звинувачується у вбивстві одного або кількох людей, яке він скоїв у минулому. Виявляється, що текст було записано на платівку і озвучено з допомогою грамофона, встановленого в сусідній кімнаті. Платівку поставив за розкладом слуга, проте він не знав, що там записано. Всі приголомшені і ніхто, окрім відставного солдата Макартура, не хоче визнавати, що сказане про нього — правда, але обізнаність невідомого промовця вражає. Кожен з присутніх визнає, що знав про смерті приписуваних їх людей, але знаходить собі виправдання. Гості починають звинувачувати одне одного в аморальності. Несподівано один з гостей, Ентоні Марстон, скуштувавши вина, падає мертвим. Стає очевидним, що вино отруєне. За деякий час виявляється, одна з десяти фігурок негренят, які стояли на каміні, зникла. До того ж гості згадують, що у них в спальнях на стіні висить аркуш із дитячим віршиком про десятьох негренят, які одне за одним гинуть.
Згодом гине уві сні Етель Роджерс, яка прийняла напередодні надмірну дозу ліків. Ще одна фігурка негреняти після цього зникає. Потім на узбережжі хтось убиває Макартура, коли той шукає спосіб втекти з острова. Суддя Уоргрейв приходить до висновку, що вбивця — один з гостей, який карає тих, кого неможливо притягнути до відповідальності за законом. Томаса Роджерса, що вирушив нарубати дров, знаходять убитим сокирою. Вцілілі підозрюють Емілі Брент, але невідомий робить їй смертельну ін'єкцію. При цьому на неї покладено дохлого джмеля, як у лічилці про негренят. Тоді підозри падають на лікаря Армстронга, що завжди має при собі шприц. Лікар показує — шприц було викрадено. Коли в будинку зникає світло, Віра Клейторн зазнає нападу, проте виживає. Вцілілі думають, що нападником був Уоргрейв, та знаходять його застреленим.
Лікар Армстронг зникає, а з ним і чергова фігурка, тож троє, хто лишився в живих, вважають, що вбивцею був він. Містер Ломбард домагається до Віри, а потім виявляє, що в його речах з'явився пістолет. Ломбард з Вірою та Блором вирушають на пошуки Армстронга аби покарати його. Згідно лічилки, наступну жертву має вбити ведмідь. Віра каже, що вцілілі стали як звірі, та вб'ють когось із них через підозру. Згодом на Блора падає фігурка ведмедя, взята з кімнати Віри. Після цього тіло лікаря виявляють біля берега на камінні. Віра забирає в Ломбарда пістолет і, переконана, що знайшла вбивцю, застрелює його. Та коли вона повертається в будинок, то бачить, що хтось повісив там зашморг. Зрозумівши, що від кари не втекти, Віра вішається в ньому.
Суддя Уоргрейв, який виявився живий і лише інсценізував свою смерть, сміється з останньої жертви. Він спалює свій суддівський одяг зі словами, що правосуддя тепер досягнуло вершини. Його мрією було покарати людей, невинних за законом, але винних з моральної точки зору. Він найняв Армстронга виконати вбивства та інсценізувати свою смерть, після чого покарав і його, скинувши зі скелі. Але тепер Уоргрейв сам вбивця, тому виголошує собі вирок і застрелюється вже по-справжньому.

## У ролях
- Олександр Кайдановський — Філіп Ломбард, звинувачений у смерті 20-ти тубільців, у яких вкрав провізію
- Тетяна Друбич — Віра Клейторн, звинувачена в загибелі хлопчика, що претендував на спадок її коханця
- Людмила Максакова — міс Емілі Брент, звинувачена в доведенні до самогубства своєї служниці
- Анатолій Ромашин — лікар Едуард Армстронг, звинувачений у недбальстві, що призвело до смерті пацієнтки
- Володимир Зельдін — суддя Джон Уоргрейв, звинувачений в засудженні до страти невинного
- Михайло Глузький — генерал Джон Макартур, звинувачений у посланні коханця своєї дружини на вірну смерть
- Олексій Жарков — містер Генрі Блор, звинувачений у наданні хибних свідчень, що призвели до смерті невинно засудженого на каторзі
- Олександр Абдулов — Ентоні Марстон, звинувачений в тому, що збив автомобілем двох дітей
- Ірина Терещенко — місіс Етель Роджерс, звинувачена у вбивстві своєї хазяйки спільно з чоловіком
- Олексій Золотницький — містер Томас Роджерс
- Ігор Ясулович — голос на платівці
- Володимир Жариков
- Федір Одиноков — Фред Нарракотт

## Знімальна група
- Автор сценарію: Станіслав Говорухін за романом А. Крісті
- Режисер-постановник: Станіслав Говорухін
- Оператор-постановник: Геннадій Енгстрем
- Художник-постановник: Валентин Гідулянов
- Композитор: Микола Корндорф
- Режисер: Валентина Зайцева
- Звукооператор: Йосип Гольдман
- Монтаж: Валентина Олійник
- Редактор: Наталя Рисюкова
- Директор фільму: Олександр Басаєв

## Цікаві факти
- Це єдина у світі екранізація, яка зберегла початкову назву роману Агати Крісті. Адже хоча спочатку роман називався «Десять негренят» (англ. Ten Little Niggers) і саме під такою назвою його було опубліковано в 1939 році, усі подальші публікації були під більш політкоректною назвою «І не лишилось жодного» (англ. And Then There Were None — рядок дитячого віршика з роману), а «негренята» (Little Niggers) в тексті були замінені на «маленьких індіанців» (Little Indians) або «солдатиків».
- Це єдина у світі екранізація, яка зберегла песимістичний характер кінцівки роману та в якій не були змінені ні персонажі, ні їхнє минуле.
- Два значні відступи від оригіналу — любовна сцена між Вірою і Філіпом і мотивація справжнього вбивці. В романі Агати Крісті він тішив себе пихатою мрією скоїти злочин, який ніхто не зуміє розкрити.
- У 1987 році в Одесі на Всесоюзному кінофестивалі «Одеська альтернатива» стрічка «Десять негренят» отримала диплом «За найкращий кольоровий фільм для білих».